# Playback
A playback (ejtsd: [pléjbek]; az angol playback, tulajdonképpen ’visszajátszás’ szóból – ennek ellenére angolul a jelenségre nem ezt a szót, hanem a lip sync, azaz „zenére tátogás” kifejezést használják) a könnyűzenében olyan előadásmód, amelyben a zene és az énekhang valójában felvételről megy, a zenekar, az énekes vagy együttes pedig a játékot vagy az éneklést csak szimulálja, vagyis csak egy látványszerepet játszik.

## Aplaybackfajtái
A playbacknek több fajtája lehet, amelyeket az előre felvett elemek, illetve az élő hang különböző mértékű kombinációi tesznek ki. Teljes playback esetén mind a zene, mind az ének felvételről szól. Sok zeneszámhoz azonban készítenek instrumentális (hangszeres) változatot is, amely tulajdonképpen az éneket tartalmazó hangsáv nélküli változat (lévén, hogy a modern stúdióalbumok felvételeit ma már több, külön-külön felvett hangsáv alkotja, amelyeket később számítógéppel mixelnek össze: ezek közül az egyik az ének). Ennek egyik célja pontosan az, hogy az énekes élő zenekar nélkül tudjon élőben énekelni, miközben a zene felvételről megy. Gyakran alkalmaznak olyan előadásmódot élő koncerteken is, amelyeknél a zene, illetve az ének egyes részeit – amelyeket nem lehetne élőben előadni – előre felveszik. Vannak énekesek, akik a dal nehezen kiénekelhető és alapos felkészültséget igénylő részeihez playbacket alkalmaznak, a többi részt pedig élőben adják elő: pl. a nagyon magas és elnyújtott hangok esetén, a „kicsúszás” elkerülése érdekében.

## Aplaybackhasználatának okai
A playback használatának egyik leggyakoribb oka, hogy az adott helyszínen nincsenek meg az élő zene játszásához, illetve az élőben történő énekléshez szükséges feltételek. Ez főleg olyan televíziós műsorokban és rendezvényeken jellemző, ahol egymást követően több énekes vagy együttes lép fel. Természetszerűen így playbacket használnak a legtöbb filmben és videóklipben is (bár vannak kivételek, például Bruce Springsteen Streets of Philadelphia klipje, melyben élőben énekelt).
Más esetekben az együttes vagy énekes nincs kellőképpen felkészülve az adott mű élő előadására: vagy azért, mert még új műről van szó (ami gyakran a promóciós fellépéseken fordul elő), vagy – speciális esetekben – az énekes vagy zenész csak jelképes szereplő, de a felvétel valójában nem tőle származik. Előfordulhat az is, hogy az énekes egyéb okok – pl. betegség – miatt kényszerül ezen előadásmódot alkalmazni. Szintén vannak olyan énekesek, akik csak stúdiókörülmények között tudják a maximumot kihozni magukból (a mai technika számos korrigálási lehetőséget biztosít a stúdiófelvételeken), ezért sokszor nem vállalják az élőben éneklést.
Más okok maga a mű jellegéből adódhatnak, vagyis ha olyan elemeket, éneklési részeket tartalmaz, amelyeket nem lehetne élőben – egyidejűleg táncot is feltételezve – előadni (pl. túl gyors szöveg, átfedések a szöveges részek között, több szólamot ugyanaz az énekes énekel, számítógépes technikával eltorzított hang, stb.).
A playback különösképpen jellemző a modern popzenére, ahol számos énekes biztonsági megfontolásokból ezt a technikát alkalmazza, hogy közben látványos koreográfiai elemekkel díszített, sok mozgást tartalmazó előadást nyújthasson. Ennek oka a tüdő véges kapacitása: a megfelelő énekléshez és az egyidejű mozgáshoz rendkívül nagy fizikai munkára lenne szükség, ezért ez gyakorlatilag nehezen kivitelezhető, legfeljebb csak a nagyon edzett énekesek képesek rá.

## Playbackbotrányok
Szélsőségesebb esetekben az együttes tagjainak egyáltalán nincs valós énekhangjuk és zeneismeretük, viszont tetszetősen néznek ki és „eladhatóak”, ezért menedzsereik felkérik őket, hogy más, sokkal kevésbé „marketingelhető” énekesek hangjára tátogjanak. A legnagyobb ilyen botrány a Milli Vanilli nevéhez fűződik, de számos más előadóról is feltételezték vagy kijelentették, hogy nem ők énekelték a számaikat – például New Kids on the Block, Whigfield, Fun Factory, Bobby Farrell.
Magyarországon a 90-es években igencsak elterjedt volt ez a jelenség; többek között az UFO, Fresh, 4F Club, Carpe Diem, Soho Party alkalmazott „bérénekeseket”. A csinos, fiatal, jól táncoló, de szerény énektehetséggel rendelkező lányoknak több bérhangjuk is volt (például Kozma Orsolya, Keresztes Ildikó, Czerovszky Henriett), akik felénekelték helyettük a számokat, de az elért sikerekből nem igazán részesedtek.
Egy másik botrány a pekingi olimpia megnyitójához kapcsolódik: a kilencéves Lin Miaoke elsöprő sikert aratott mikor elénekelt egy kínai hazafias dalt, de később kiderült, hogy csak tátogott egy másik gyerek énekére, akit a politikai bizottság túl csúnyának talált ahhoz, hogy szerepeljen az ünnepségen.

## Fordítás
- Ez a szócikk részben vagy egészben a Playback című spanyol Wikipédia-szócikk fordításán alapul.  Az eredeti cikk szerkesztőit annak laptörténete sorolja fel. Ez a jelzés csupán a megfogalmazás eredetét és a szerzői jogokat jelzi, nem szolgál a cikkben szereplő információk forrásmegjelöléseként.
- Ez a szócikk részben vagy egészben a Lip sync című angol Wikipédia-szócikk fordításán alapul.  Az eredeti cikk szerkesztőit annak laptörténete sorolja fel. Ez a jelzés csupán a megfogalmazás eredetét és a szerzői jogokat jelzi, nem szolgál a cikkben szereplő információk forrásmegjelöléseként.